# Governo Cîțu
Il governo Cîțu è stato il venticinquesimo esecutivo della Repubblica di Romania dopo la rivoluzione romena del 1989, il primo della IX legislatura.

## Cronologia del mandato

### Incarico
In seguito alle elezioni parlamentari del 6 dicembre 2020 il Partito Nazionale Liberale (PNL), partito di governo uscente, ottenne il 25%, finendo alle spalle del Partito Social Democratico (PSD), che conseguì il 29%. A causa della sconfitta il 7 dicembre il premier liberale Ludovic Orban rassegnò le proprie dimissioni. Il PNL, in ogni caso, avrebbe cercato un'intesa con altre formazioni di centro-destra (Alleanza 2020 USR PLUS e Unione Democratica Magiara di Romania) per la costituzione di una maggioranza anche nella nuova legislatura.
Il 12 dicembre PNL, USR PLUS e UDMR avviarono i negoziati per la formazione di un governo di coalizione. I primi giorni, tuttavia, a causa di divergenze sulle nomine del primo ministro e dei presidenti delle due camere, non portarono a risultati concreti. Il 14 dicembre, quindi, tutti i partiti si presentarono alle consultazioni con il presidente della repubblica con un proprio candidato. Il PNL propose il ministro delle finanze Florin Cîțu, mentre l'USR PLUS Dacian Cioloș. L'UDMR non sottopose alcun nominativo al vaglio del capo di Stato, sottolineando che il ruolo di premier sarebbe dovuto andare ad un rappresentante del partito con più voti in seno alla coalizione. Il PSD sostenne l'ipotesi di un governo di unione nazionale con a capo Alexandru Rafila, mentre l'AUR indicò Călin Georgescu. Iohannis annunciò che sarebbe stato necessario un secondo giro di consultazioni.
Il 17 dicembre ripresero le discussioni tra i partiti di centro-destra. Il blocco dovuto alle resistenze dell'USR PLUS, che desiderava la presidenza della camera dei deputati, si risolse solamente nella sera del 18 dicembre, quando i tre gruppi comunicarono di aver trovato un accordo di governo, che fu ufficialmente firmato il 21 dicembre. Il documento prevedeva le nomine Florin Cîțu a primo ministro, che sarebbe stato affiancato da due vice primi ministri (Dan Barna per l'USR PLUS e Hunor Kelemen per l'UDMR), di Ludovic Orban alla presidenza della camera dei deputati e di Anca Paliu Dragu (USR PLUS) a quella del senato. Il governo sarebbe stato composto da diciotto ministeri (nove al PNL, sei all'USR PLUS e tre all'UDMR). Tra i punti del patto tra i contraenti vi era il rifiuto di accogliere nelle proprie file eventuali parlamentari provenienti da altri partiti. Un'ulteriore clausola riguardava la lotta al nepotismo e al clientelismo.
Il nuovo parlamento fu convocato il 21 dicembre. Il giorno successivo Iohannis organizzò un ulteriore giro di consultazioni, cui i nuovi partner di governo si presentarono congiuntamente. Il PSD non inviò una propria delegazione, reclamando che il capo di Stato avesse ignorato il voto popolare e le proprie indicazioni. Nella sera del 22 dicembre Iohannis incaricò Cîțu della formazione di un nuovo gabinetto.
In seguito ad una veloce udienza dei nuovi ministri, nel pomeriggio del 23 dicembre il primo ministro designato si presentò in parlamento per il voto d'investitura. La nascita del governo Cîțu fu approvata con 260 voti favorevoli e 186 contrari. Nella sera della stessa giornata fu prestato il giuramento di fronte al presidente della repubblica.

#### Critiche alle nomine della squadra di governo
Il leader del PSD Marcel Ciolacu reclamò il fatto che il governo non rappresentava la scelta dell'elettorato, poiché era stato il suo partito a vincere le elezioni e che, per tale motivo, avrebbe condotto un'opposizione totale al nuovo governo. Nel dibattito precedente l'investitura parlamentare del governo George Simion, leader della formazione di estrema destra Alleanza per l'Unione dei Romeni (AUR), lanciò un messaggio antisistema, invitando il popolo romeno alla lotta per la riapertura immediata di scuole e ristoranti, settori colpiti dalle misure per contrastare la pandemia di COVID-19, e a non pagare più le tasse, perché sarebbero servite per favorire la clientela della classe politica, i cui scopi erano quelli di appropriarsi del bilancio statale e di indebitare il paese.

### Campagna di vaccinazione contro la COVID-19
Tra le priorità del governo vi fu la promozione della campagna di vaccinazione contro la COVID19. Nel novembre 2020 il precedente governo aveva nominato quale coordinatore il medico militare Valeriu Gheorghiță. La vaccinazione iniziò il 27 dicembre 2020 e fu suddivisa in tre fasi in base alla priorità d'accesso: fu inizialmente riservata al personale medico, poi alle persone a rischio e infine al resto della popolazione. Il primo ministro Cîțu dichiarò di puntare all'obiettivo di 10,4 milioni di vaccinati (pari al 70% della popolazione) entro la fine del mese di settembre.
Al mese di luglio, tuttavia, non era stata raggiunta neanche la soglia dei 5 milioni, che nei progetti iniziali era prevista per giugno. A fronte dell'incapacità delle istituzioni di convincere a vaccinarsi la maggior parte degli abitanti, specialmente quelli delle zone rurali, la Romania arrivò al mese di settembre con solamente il 33% della popolazione che aveva ricevuto entrambe le inoculazioni previste dal piano, il secondo peggior livello dell'Unione europea dopo la Bulgaria. Per evitare la scadenza del siero presente nei depositi, tra agosto e settembre il governo vendé parte delle eccedenze a Danimarca, Irlanda e Corea del Sud.
Malgrado la distanza dall'obiettivo, nell'estate 2021 il governo ritirò varie misure di contenimento dell'epidemia, quali l'obbligo della mascherina all'aperto. Nel mese di settembre il primo ministro affermò che si sarebbe focalizzato sulla continuazione del piano di vaccinazione e non sarebbero state applicate nuove restrizioni, nonostante il parere contrario del ministero della salute.

### Revoca del ministro della salute
Al culmine di lunghe tensioni tra il capo del governo e il titolare della salute Vlad Voiculescu (PLUS), il 14 aprile 2021 il primo ministro comunicò di aver inoltrato al presidente Iohannis la richiesta di revoca del ministro. La scelta del premier seguì la pubblicazione di un'ordinanza a firma del segretario di Stato del ministero della salute Andreea Moldovan, della quale il primo ministro non era stato informato, che modificava i criteri secondo cui una località poteva essere sottoposta alla misura della quarantena.
L'USR PLUS criticò la decisione del primo ministro, considerandola unilaterale, mentre Dan Barna, inizialmente proposto come sostituto ad interim, rifiutò tale nomina. La conduzione del ministero, quindi, fu assunta provvisoriamente dal premier Cîțu. La crisi di governo rientrò nella sera del 20 aprile, quando gli alleati giunsero ad un nuovo accordo sul funzionamento della coalizione. Il giorno successivo entrò in carica il nuovo titolare Ioana Mihăilă, già segretario di Stato al ministero della salute.

### Ritardi nell'applicazione del programma
Nonostante un programma proclamatamente riformista, con i mesi gli osservatori notarono che, tuttavia, la sua applicazione procedeva a rilento. Tra gli insuccessi dei primi sei mesi di mandato vi furono la mancata nomina dei dirigenti della TVR e dell'avvocato del popolo, quest'ultima collegata all'inesistenza di un progetto di riforma della stessa funzione. Tra i problemi maggiori vi furono l'incapacità di abolire le pensioni speciali, di varare un piano per la depoliticizzazione della pubblica amministrazione e di dismettere la Sezione speciale d'inchiesta (SIIJ), istituita nel 2018 dal governo PSD, sulla quale anche un rapporto della Commissione europea del giugno 2021 chiedeva azioni immediate. 
Ulteriori ritardi si registrarono nell'approvazione del Piano nazionale di ripresa e resilienza (Planul Național de Redresare și Reziliență, PNRR) nell'ambito del programma Next Generation EU. La Romania inviò la documentazione alla Commissione europea il 31 maggio 2021 e rese pubblico il piano il successivo 2 giugno. Secondo i calcoli del governo il PNRR sarebbe stato approvato solo nel mese di settembre e avrebbe garantito alla Romania l'accesso a 29,2 miliardi di euro (14,2 di garanzie e 15 di prestiti). L'approvazione del PNRR fu ufficializzata il 27 settembre 2021 dalla visita a Bucarest del presidente della Commissione europea Ursula von der Leyen.
Il contesto politico interno di PNL e USR PLUS, inoltre, favorì un certo attendismo, in vista dei congressi per l'elezione dei propri vertici previsti per l'autunno 2021. La lotta particolarmente acuta per la presidenza del PNL tra il premier Cîțu e il capo della camera dei deputati Ludovic Orban fu uno dei contrasti che rallentarono ulteriormente l'azione di governo. Tale situazione fu biasimata tanto dal premier, quanto dal co-presidente dell'USR PLUS Dacian Cioloș, che in agosto avanzò l'idea di effettuare un rimpasto dopo la celebrazione dei congressi.

### Revoca del ministro delle finanze
Prima della seduta di governo dell'8 luglio 2021, Florin Cîțu annunciò la revoca del ministro delle finanze Alexandru Nazare, colpevole secondo il primo ministro di ritardi nella realizzazione di alcuni progetti in materia di fondi europei ed evasione fiscale. Tra i due, tuttavia, esistevano divergenze anche sulla gestione delle risorse destinate ai comuni governati dai sindaci liberali, tema che avrebbe avuto un impatto sulle elezioni interne per il presidente del PNL cui Cîțu si candidava. In precedenza il primo ministro si era scontrato con quello delle finanze anche sulla riorganizzazione del ministero e sul compimento del progetto di digitalizzazione.
Dopo la revoca di Nazare, Cîțu si attribuì ad interim il ruolo di ministro delle finanze, che rivestì fino al 18 agosto 2021, quando entrò in carica Dan Vîlceanu, capo della filiale del PNL del distretto di Gorj e considerato uno dei più stretti collaboratori del premier.

### Crisi di governo del settembre 2021
Nel corso della seduta di governo del 1º settembre 2021 il primo ministro propose l'inserimento nell'ordine del giorno dell'approvazione del programma di sviluppo locale "Anghel Saligny", il cui effetto sul bilancio era valutato 10 miliardi di euro. La decisione, non concordata con gli alleati, fu respinta dai membri dell'USR PLUS, poiché il progetto non era stato avallato dal ministro della giustizia Stelian Ion, la cui firma sarebbe stata necessaria per procedere alla ratifica. Nella stessa sera Cîțu annunciò la revoca del ministro, accusandolo di bloccare l'attività del governo e di non essere stato in grado di realizzare passi significativi nel campo della riforma della giustizia. Cîțu affermò «Non accetto nessuno nel governo che si opponga alla modernizzazione della Romania». Nei mesi precedenti Ion aveva subito le critiche anche del presidente Iohannis a causa dei ritardi nell'applicazione di alcuni piani, come la dismissione della Sezione speciale d'inchiesta (SIIJ) e la riforma delle leggi sulla giustizia, posizione condivisa pubblicamente anche da Cîțu. Al suo posto fu indicato ad interim il titolare degli interni Lucian Bode.
I partner dell'USR PLUS, tramite la voce di Dan Barna, reagirono invocando le dimissioni del premier e chiedendo al PNL di proporre un nuovo primo ministro. Il 3 settembre, in seguito al fallimento delle trattative tra gli alleati di governo, l'USR PLUS dichiarò che avrebbe presentato una mozione di sfiducia contro Cîțu che, al contrario, sostenuto dal PNL minacciò il partito di escluderlo dall'esecutivo. Nella stessa giornata grazie alla firma del ministro ad interim Bode il gabinetto riuscì ad approvare il varo del programma "Anghel Saligny", mentre l'USR PLUS trovò un'intesa con l'AUR per la presentazione di una mozione di sfiducia contro il governo. Sulla collaborazione tra USR PLUS e AUR si espresse anche il capo di Stato, che la definì «un affronto all'indirizzo dei rumeni». Il 6 settembre Dan Barna annunciò le dimissioni di tutti i ministri USR PLUS a decorrere dal giorno successivo.

### Mozione di sfiducia
Con l'uscita degli alleati dal governo Florin Cîțu si assunse la responsabilità di un gabinetto senza la maggioranza parlamentare e ritenne impossibile la ricostruzione immediata dei rapporti con l'USR PLUS. Il primo ministro affermò che, malgrado la situazione, avrebbe considerato la ripresa del dialogo con l'USR PLUS solamente a condizione che il partito di Barna e Cioloș non avrebbe votato una mozione contro il governo al fianco dell'opposizione. Il 25 settembre 2021, inoltre, Cîțu venne eletto presidente del PNL ai danni di Ludovic Orban, evento che segnò il rafforzamento della sua autorità in seno al partito.
Il voto sulla mozione di sfiducia presentata il 3 settembre da USR PLUS e AUR fu bloccato dal capo dell'esecutivo, che si rivolse alla Corte costituzionale, lamentando una violazione da parte del Parlamento delle norme riguardanti i termini di presentazione del testo della mozione al governo. In attesa della pubblicazione delle motivazioni della Corte che avrebbero consentito il voto, però, il 30 settembre il PSD presentò un'ulteriore mozione di sfiducia, che sarebbe stata sottoposta al dibattito delle camere il 5 ottobre 2021.
Il giorno prima del voto parlamentare sulla fiducia il governo approvò in un'unica seduta numerose decisioni e ordinanze, a rischio nel caso in cui il governo fosse caduto. Il 4 ottobre 2021 furono varate le ordinanze per gli sgravi sulle bollette energetiche per i consumatori, per l'implementazione del sistema di fatturazione elettronica, per l'aumento del salario minimo e per la regolamentazione di alcuni aspetti riguardanti il sistema sanitario.
Il 5 ottobre 2021 su 318 parlamentari presenti in seduta congiunta, 281 (PSD, USR PLUS e AUR) votarono a favore della sfiducia, 47 in più del minimo necessario per decretare la revoca del governo. Fu il più alto numero di voti favorevoli mai registratisi per una mozione di sfiducia nella storia della Romania democratica.

## Sostegno parlamentare
Il governo Cîțu fu sostenuto da una coalizione di centro-destra formata da Partito Nazionale Liberale, Alleanza 2020 USR PLUS e Unione Democratica Magiara di Romania. Insieme la maggioranza disponeva di 169 deputati su 329 (pari al 51,37% dei seggi alla camera dei deputati della Romania) e di 75 senatori su 136 (pari al 55,15% dei seggi al senato della Romania).
Al momento del voto di fiducia del 23 dicembre 2020, il sostegno parlamentare al governo si poteva riassumere come segue:
| Camera              | Collocazione | Partiti                                     | Seggi     |
| ------------------- | ------------ | ------------------------------------------- | --------- |
| Camera dei deputati | Maggioranza  | PNL (93), USR PLUS (55), UDMR (21)          | 169 / 329 |
| Camera dei deputati | Opposizione  | PSD (110), AUR (32), Minoranze etniche (18) | 160 / 329 |
| Senato              | Maggioranza  | PNL (41), USR PLUS (25), UDMR (9)           | 75 / 136  |
| Senato              | Opposizione  | PSD (47), AUR (14)                          | 61 / 136  |

## Composizione
| Carica                                                              | Titolare                                                  | Titolare                                                  | Partito |
| ------------------------------------------------------------------- | --------------------------------------------------------- | --------------------------------------------------------- | ------- |
| Primo ministro                                                      |                                                           | Florin Cîțu                                               | PNL     |
| Vice Primo ministro                                                 |                                                           | Dan Barna (fino al 7 settembre 2021)                      | USR     |
| Vice Primo ministro                                                 |                                                           | Hunor Kelemen                                             | UDMR    |
| Ministro dell'educazione                                            |                                                           | Sorin Cîmpeanu                                            | PNL     |
| Ministro della ricerca, dell'innovazione e della digitalizzazione   |                                                           | Ciprian Teleman (fino al 7 settembre 2021)                | PLUS    |
| Ministro della ricerca, dell'innovazione e della digitalizzazione   |                                                           | Tánczos Barna (ad interim; dall'8 settembre 2021)         | UDMR    |
| Ministro dell'economia, dell'imprenditoria e del turismo            |                                                           | Claudiu Năsui (fino al 7 settembre 2021)                  | USR     |
| Ministro dell'economia, dell'imprenditoria e del turismo            |                                                           | Virgil Daniel Popescu (ad interim; dall'8 settembre 2021) | PNL     |
| Ministro degli affari esteri                                        |                                                           | Bogdan Aurescu                                            | Ind.    |
| Ministro degli affari interni                                       |                                                           | Lucian Bode                                               | PNL     |
| Ministro della difesa nazionale                                     |                                                           | Nicolae Ciucă                                             | PNL     |
| Ministro delle finanze                                              |                                                           | Alexandru Nazare (fino all'8 luglio 2021)                 | PNL     |
| Ministro delle finanze                                              | Florin Cîțu (ad interim; dall'8 luglio al 18 agosto 2021) |                                                           | PNL     |
| Ministro delle finanze                                              | Dan Vîlceanu (dal 18 agosto 2021)                         |                                                           | PNL     |
| Ministro del lavoro e della protezione sociale                      |                                                           | Raluca Turcan                                             | PNL     |
| Ministro dello sviluppo, dei lavori pubblici e dell'amministrazione |                                                           | Cseke Attila                                              | UDMR    |
| Ministro dell'ambiente, delle acque e delle foreste                 |                                                           | Tánczos Barna                                             | UDMR    |
| Ministro dei trasporti e delle infrastrutture                       |                                                           | Cătălin Drulă (fino al 7 settembre 2021)                  | USR     |
| Ministro dei trasporti e delle infrastrutture                       |                                                           | Dan Vîlceanu (ad interim; dall'8 settembre 2021)          | PNL     |
| Ministro della giustizia                                            |                                                           | Stelian Ion (fino al 1º settembre 2021)                   | USR     |
| Ministro della giustizia                                            |                                                           | Lucian Bode (ad interim; dal 1º settembre 2021)           | PNL     |
| Ministro dell'agricoltura e dello sviluppo rurale                   |                                                           | Adrian Oros                                               | PNL     |
| Ministro della salute                                               |                                                           | Vlad Voiculescu (fino al 14 aprile 2021)                  | PLUS    |
| Ministro della salute                                               |                                                           | Florin Cîțu (ad interim; dal 14 al 21 aprile 2021)        | PNL     |
| Ministro della salute                                               |                                                           | Ioana Mihăilă (dal 21 aprile al 7 settembre 2021)         | PLUS    |
| Ministro della salute                                               |                                                           | Cseke Attila (ad interim; dall'8 settembre 2021)          | UDMR    |
| Ministro della cultura                                              |                                                           | Bogdan Gheorghiu                                          | PNL     |
| Ministro della gioventù e dello sport                               |                                                           | Novak Eduard                                              | UDMR    |
| Ministro degli investimenti e dei progetti europei                  |                                                           | Cristian Ghinea (fino al 7 settembre 2021)                | USR     |
| Ministro degli investimenti e dei progetti europei                  |                                                           | Florin Cîțu (ad interim; dall'8 settembre 2021)           | PNL     |
| Ministro dell'energia                                               |                                                           | Virgil Daniel Popescu                                     | PNL     |
| Capo della Cancelleria del Primo ministro                           |                                                           | Victor Giosan (fino al 7 settembre 2021)                  | PLUS    |